# Adéla Kochanovská
Adéla Kochanovská, rozená Němejcová, pseudonym Adéla Kochanovská-Němejcová (8. března 1907 ve Slezské Ostravě – 5. července 1985 v Praze) byla česká jaderná fyzička, profesorka, DrSc., členka korespondentka ČSAV (1968), průkopnice rentgenografie, rentgenové strukturní analýzy a radiokrystalografie.

## Život
Otec Adély Němejcové byl důlní inženýr. Matka Adély znala několik jazyků. Měla ráda hudbu, sama uměla hrát na klavír a přála si, aby se dcera také věnovala hudbě. Augustin Němejc, akademický malíř a její strýc, ji vedl k malířství. V dětství byla Adéla Němejcová slabé a často nemocné dítě. Největší zálibou jí byla matematika. Nejraději řešila obtížné příklady a úlohy. Těšila ji samostatná práce.

### Vzdělání
Navštěvovala gymnázium. Rodina se odstěhovala do Plzně, kde Adéla zakončila gymnazijní studia maturitou na reformním gymnáziu. Po maturitě odešla studovat matematiku a fyziku do Prahy. Studovala na Přírodovědecké fakultě Univerzity Karlovy. V průběhu studií ji velmi zajímaly přednášky z rentgenografie Václava Dolejška. Tento obor byl na počátku svého rozvoje. Adéla Němejcová pod vedením Václava Dolejška obhájila dizertační práci zaměřenou na studium záření. Velká světová krize ovlivnila i její vstup do zaměstnání po ukončení studií.
Po svatbě se Adéle Kochanovské–Němejcové narodil syn. Aby se mohla nadále věnovat své profesi, musela se přes den starat o chlapce dětská sestra a domácnost vedla hospodyně. Byla u počátků rozvoje rentgenografie. Velmi intenzivně pracovala a experimentovala ve svém oblíbeném oboru. Publikacemi a přednáškovou činností pomáhala přírodní vědy i obory související s rentgenografií budovat a rozvíjet.
V roce 1938 napsala v článku o rentgenových paprscích:
„Naše kulturní snažení se stále příliš obrací jen k těm duchovním hodnotám, v nichž nejdůležitějším výrazovým prostředkem je řeč. Snad souvisí s naším dlouhým bojem o svobodný vývoj českého jazyka, že máme mnohem větší zájem o krásnou literaturu a divadlo než o přírodní vědu ... K uvědomění tohoto rozdílného a nespravedlivého chápání a k jeho odstranění je třeba čtenáře srozumitelně informovat, jaké myšlenkové a hmotné bohatství je skryto v pokroku přírodních věd a jak je pro vývoj našeho státu důležité, aby měl dost prostředků na jejich úspěšné pěstování.“

## Počátky rentgenografie v Československu
Aplikacemi rentgenova záření v krystalografii se mezi prvními pracovníky po vzniku Československé republiky v roce 1918 zabýval František Ulrich (1899 -1941). Byl profesorem mineralogie na české univerzitě v Praze.
První českou monografii o rentgenovém záření Roentgenovy X paprsky (1925) napsal Václav Posejpal (1874-1935), profesor experimentální fyziky na české univerzitě v Praze. Profesor Václav Dolejšek (1895 -1945) započal systematicky studovat a zkoumat rentgenovo záření a jeho využití ve fyzikálně-technických aplikacích. Ve Spektroskopickém ústavu české university v Praze bylo zřízeno v roce 1934 ze Spektroskopického ústavu a Škodových závodů společné pracoviště tzv. Fyzikální výzkum Škodových závodů. Zde se vědečtí pracovníci zabývali využitím moderních fyzikálních poznatků a metod k řešení technických problémů ve Škodovce.. Vedoucím Fyzikálního výzkumu a skupiny mikrostrukturní analýzy se stal V. Dolejšek - profesor experimentální fyziky a ředitel Spektroskopického ústavu při české univerzitě v Praze. Při svém studijním pobytu u M. Sieghbana na universitě v Lundu, se proslavil již v r. 1922 objevem N-série v rentgenových spektrech uranu, thoria a vizmutu. Dokázal podnítit zájem o obor i vědecké bádání u Běly Kochanovské a dalších mladých lidí. Spolupráce se Škodovkou dovolila pokračovat ve výzkumu rentgenové difraktografie a nepřerušit ho ani za okupace, ani po uzavření vysokých škol.

### Pracovní uplatnění Běly Němejcové
V důsledku vypuknutí Velké hospodářské krize, nebylo jednoduché po studiích získat práci. Teprve na přímluvu profesora Viktora Trkala nastoupila Adéla Němejcová místo v patentní kanceláři, jako koncipientka. V pozdějším zaměstnání ve Výpočetním středisku penzijního ústavu měla možnost věnovat se fyzikálním experimentům, zejména v univerzitním Spektroskopickém ústavu. Vznikla nová výzkumná laboratoř, umožňujícím mnoha fyzikům zaměstnání i v době krize.
Po zatčení Václava Dolejška v roce 1944 gestapem pro jeho odbojovou činnost Běla zastávala místo vedoucí rentgenologického oddělení Fyzikálního výzkumného ústavu Škodových závodů.
V této laboratoři pracovala až do roku 1968. Fyzikální výzkumný ústav Škodových závodů byl po válce začleněn do ČSAV a získal jméno Ústav technické fysiky, později změněn na Ústav fyziky pevných látek. Záslužné bylo školení a výchova odborníků, řešení výzkumných úkolů a spolupráce Adély Kochanovské s průmyslovými závody a lékařskými klinikami.
Dovedla využít k získání nových poznatků podněty z výroby, což přispělo k dalšímu rozvoji strukturní rentgenografie a experimentální fyziky

### Publikační činnost a přednášková činnost

#### Zkoušení jemné struktury materiálu röntgenovými paprsky
Adéla Němejcová publikovala v roce 1943 první českou souhrnnou publikaci v oboru Zkoušení jemné struktury materiálu röntgenovými paprsky. Po druhé světové válce se monografie Adély Němejcové stala základem pro další využití rentgenové analýzy v průmyslu. Vznikaly nové laboratoře a aplikovaná rentgenová spektroskopie se začala přednášet na vysokých školách. Velkou zásluhu na rozvoji oboru měla i Adéla Němejcová, která kromě toho, že pracovala v laboratoři, tak i přednášela na Přírodovědecké fakultě, na Matematicko-fyzikální fakultě Univerzity Karlovy, na Fakultě technické a jaderné fyziky ČVUT a na Vysoké škole technické v Bratislavě. Pro potřeby výuky napsala skripta Radiokrystalografie, která byla první učebnicí pro nově se rodící obor.
A. Kochanovská–Němejcová krom monografií publikovala asi sedmdesát vědeckých statí.

#### Využití rentgenové analýzy v průmyslu
Monografie Adély Němejcové stala základem pro další využití rentgenové analýzy v průmyslu. Nově vznikající laboratoře a využívající aplikace rentgenové spektroskopie vyvolaly potřebu začít přednášet tento obor na vysokých školách. Obor se rozvíjel velkou zásluhou Adély Němejcové, která pracovala v laboratoři a též přednášela na Přírodovědecké fakultě a na Matematicko-fyzikální fakultě Univerzity Karlovy, na Fakultě technické a jaderné fyziky ČVUT a na Vysoké škole technické v Bratislavě.

#### Radiokrystalografie
Pro potřeby výuky napsala skripta Radiokrystalografie, která byla první učebnicí pro nový obor.

## Vydané monografie a skripta
- KOCHANOVSKÁ, Adéla. Zkoušení jemné struktury materiálu röntgenovými paprsky / ; [Kresba: autorka]. Kresba: autorka. I. vyd. Praha: Elektrotechnický svaz českomoravský, 1943. 260 s. cnb000763088. Elektrotechnická knihovna.
- KOCHANOVSKÁ, Adéla. Radiokrystalografie. 3. diel. Bratislava: Štátne nakl., 1952. (Vysokoškolské skriptá). Systém. číslo 001106914. Vyd. Slov. vysoká škola technická v Bratislavě. Fakulta chemicko-technologického inžinierstva.
- Vyd. Čes. vys. učení techn. v Praze. Strukturní rentgenografie : Určeno pro posl. fak. techn. a jaderné fyziky. 1. vyd. Praha: SNTL, 1964. 185 s. Systém. číslo 000476879.
- KOCHANOVSKÁ, Adéla. The splitting of lines which occurs whe using the back reflexion method. 1. vyd. Praha: Přírodovědecká fakulta university Karlovy, 1947.
- KOCHANOVSKÁ, Adéla. Radiokrystalografie. 2. diel. Bratislava: Štátne nakl.,, 1952. Systém. číslo 001106913.
- BARRETT, Charles S. Struktura kovů : Krystalografické metody, principy a údaje: orig. Structure of metals. Překlad Jan Čermák, Adéla Kochanovská. 1. vyd. Praha: ČSAV, 1959. Syst. číslo 000255775.

## Státní ocenění
Adéle Kochanovské za dosažené výsledky při studiu romboedrické modifikace grafitu a za vypracování rtg metody stanovení velikosti částic 10^-2 až 10^-4 cm byla v roce 1953 udělena Státní cena Klementa Gottwalda.

### Vedení katedry Fakulty jaderné a fyzikálně inženýrské
Od roku 1968–1973 vedla katedru inženýrství pevných látek Fakulty jaderné a fyzikálně inženýrské.

#### Rozhovory o aktuálních otázkách strukturní rentgenografie
V dubnu 1954 založila tzv. Rozhovory o aktuálních otázkách ve strukturní rentgenografii, kterých se účastnili nejen univerzitní vědci, ale i výzkumníci z různých podniků.

#### Členka korespondentka Československé akademie věd
Díky svým úspěchům se v roce 1968 stala jednou ze tří prvních členek korespondentek Československé akademie věd.

#### Jmenována profesorkou fyziky
Jako uznání svých zásluh o rentgenoskopii v roce 1968 obdržela jmenování profesorkou fyziky na Fakultě atomové a inženýrské fyziky Vysokého učení technického.
Byla jmenována jako první česká žena profesorkou inženýrství.

## Úmrtí
Adéla Kochanovská-Němejcová zemřela v Praze 5. července 1985.